# Nutritionnisme
Le nutritionnisme est un paradigme selon lequel ce sont les nutriments scientifiquement identifiés dans les aliments qui déterminent la valeur d'un aliment. En d'autres termes, c'est l'idée que la valeur nutritionnelle d'un aliment est la somme de tous ses nutriments. Cette idée réductionniste a été critiquée à différentes époques.

## Origine du terme
D'après Michael Pollan, le terme nutritionniste serait apparu pour la première fois dans un essai du sociologue Gyorgy Scrinis en 2002, mais l'idée reductionniste correspondante date de bien plus longtemps. 

## Critiques
L'idée du nutritionnisme a été critiquée tout d'abord dans les années 1930 par Weston Price et Sir Albert Howard, puis à la fin des années 1960. Le problème étant que cette idée empêche de penser autrement qu'en termes de composition chimique des aliments.
Pour le nutritionniste québécois Bernard Lavallée, cette idée passe sous silence plusieurs facteurs essentiels en réduisant l’aliment à ses nutriments, notamment la psychologie de l’alimentation, l’assimilabilité des nutriments, et l’interaction entre le nutriment et ce avec quoi il est absorbé.